# Stillfüssel
Der Stillfüssel ist ein 568,4 m ü. NHN hoher Berg im Odenwald. Er liegt rund vier Kilometer südlich des Ortskerns von Wald-Michelbach in der Nordwestecke der Gemarkung des Wald-Michelbacher Ortsteils Unter-Schönmattenwag im Odenwaldkreis in Hessen. Er ist die höchste Erhebung in dem dicht bewaldeten Höhenzug, der sich im Buntsandstein-Odenwald nordsüdlich ausgerichtet 17 Kilometer weit von Wald-Michelbach bis zum Neckar bei Michelbuch und Neckarhausen zwischen den Tälern von Eiterbach und Steinach im Westen sowie Ulfenbach und Laxbach im Osten erstreckt. Er nimmt unter den höchsten Odenwald-Gipfeln den zehnten Platz ein.